# Ca l'Aranyó
 (septembre 2024).
Ca l'Aranyó est une ancienne usine située dans le quartier de Poblenou à Barcelone. Elle est protégée et inscrite  comme Bien Culturel d'Intérêt Local.

## Description
Le bâtiment principal, en briques, est couvert de tuiles et mansardé. Il suit le modèle de l'usine de type Manchester, où l'on retrouve différents éléments typiques de l'architecture industrielle européenne : maçonnerie, fenêtres mansardées, têtes de croisillons en fer forgé, répétition homogène des éléments. Selon Martí Checa et Xavier Basiana, "le résultat est un bâtiment de grande hauteur qui harmonise deux styles : un style anglais, utilisé dans l'image extérieure et dans les éléments structurels, et un style catalan dans la technique de construction".

## Histoire
Propriété de Claudi Aranyó i Aranyó et Albert Escubós, elle se consacrait à la fabrication de fils et de tissus, avec le système anglais Bradford et disposait d'une chaudière à vapeur Alexander. Le bâtiment est l'œuvre du maître d'œuvre Josep Marimon i Cot, selon un projet de la société britannique Prince Smith & Son, de Keighley (Angleterre), qui a fourni les plans, le style architectural, les machines, la structure et les techniciens, et a été construit entre 1873 et 1874. Elle a conservée sa grande cheminée en briques.
L'usine a été rénovée par l'architecte Joaquim Vilaseca quatre fois (1933, 1943, 1947 et 1950) jusqu'à ce qu'en 1984 l'entreprise Aranyó i Cia SA décide de la fermer. Après une tentative infructueuse de la transformer en musée de la moto, en 2004 elle est devenue le département audiovisuel de l'Université Pompeu-Fabra, et a été restaurée dans le cadre du centre directionnel 22@.   

## Liens
- «Ca l'Aranyó-UPF Camps Poblenou». Pobles de Catalunya. Guia del Patrimoni Històric i Artístic dels municipis catalans. Fundació per a la Difusió del Patrimoni Monumental Català.